# Grzebacze (ssaki)
Grzebacze (Scalopinae) – podrodzina ssaków z rodziny kretowatych (Talpidae).

## Występowanie
Podrodzina obejmuje gatunki występujące w Ameryce Północnej i Azji.

## Systematyka
Do podrodziny należą następujące plemiona:
- Scalopini Gill, 1875 – grzebacze
- Condylurini Gill, 1875 – gwiazdonosy